# Bizi
 Carlos Roberto Bento  mais conhecido como  Bizi , nasceu em (São Paulo, 17 de maio de 1955) é um ex-futebolista brasileiro que atuava como Lateral Esquerdo. Excelente jogador e pessoa, dedicou 17 anos da sua carreira futebolista ao Clube Atlético Juventus.
Formado em Educação Física trabalha com adolescentes em projetos esportivos ligados ao futebol na cidade de São Paulo.
Atualmente reside no tradicional Bairro da Moóca,  com sua esposa Claudete e seus familiares.

## Carreira

### Início
No final da década de 60,  Bizi  aos 14 anos de idade, iniciou suas atividades esportivas disputando o 1º Campeonato de Futebol Dente de Leite, transmitido pela TV Tupi. O campeonato era disputado por 16 equipes dos quatro cantos da cidade de São Paulo; e em uma destas partidas assistidas por Pelé, o menino-craque  Bizi  se destacou; e foi comentários no jornal "Popular da Tarde" onde o Rei Pelé rasgou elogios ao menino. Neste mesmo ano (1969), Bizi consegue ir fazer testes no São Paulo onde fica por apenas três meses; transferindo-se para a Portuguesa onde também permanece por algumas meses. Diante das dificuldades resolve desistir do seu sonho de ser um jogador de futebol e fica parado por mais de um ano.

### Chegada no Juventus
Em 1971 por insistência de uma jogador profissional do Juventus,  Bizi  apresenta-se para testes no clube, onde é aprovado. Durante três anos Bizi fica nas categorias de base do Clube Atlético Juventus tendo boas participações nos campeonatos da sua categoria, até ser profissionalizado em 1975.

### Juventus
Foram 17 anos de amor e dedicação a camisa grená do Clube Atlético Juventus. Bizi jogou dos 16 anos aos 33 anos de idade no clube da moóca. Jogou ao lado de vários craques como Rocha , Ataliba, Manfrini, Brecha, Brida, Raudinei, Nenê, Reinaldo Xavier, Geraldão , Barbirotto , Luciano Coalhada , Deodoro , César , Paulo Martins , Gatãozinho, Jair , Wilsinho , Cléo e outros.

### Final da Carreira
Bizi  deixou o Clube Atlético Juventus em 1988, transferindo-se para o Ituano onde sofreu uma séria lesão. Ainda teve passagem pelo União de Mogi, onde encerrou a carreira como jogador profissional em 1991 aos 36 anos de idade.

### Carreira de Treinador
Bizi  após encerrar a carreira de jogador profissional, iniciou a carreira de treinador profissional que durou cerca de 10 anos.
Foi auxiliar técnico de vários treinadores de renome e também teve passagens como treinador no União de Mogi, Suzano, Itaquaquecetuba, Comercial, Grêmio Barueri e Auto Esporte.

### Títulos
Juventus
- Campeonato Brasileiro - Série B: 1983[8]
- Torneio Início Paulista: 1986[9]